# Rengang (sockenhuvudort i Kina, Jiangsu Sheng, lat 32,01, long 120,83)
Rengang (kinesiska: 任港, 任港街道) är en sockenhuvudort i Kina. Den ligger i provinsen Jiangsu, i den östra delen av landet, omkring 190 kilometer öster om provinshuvudstaden Nanjing. Antalet invånare är 80 781. Befolkningen består av 39 259 kvinnor och 41 522 män. Barn under 15 år utgör 10,0 %, vuxna 15-64 år 80 %, och äldre över 65 år 8,0 %.
Närmaste större samhälle är Nantong, 4,4 km nordost om Rengang. 
Genomsnittlig årsnederbörd är 1 488 millimeter. Den regnigaste månaden är juli, med i genomsnitt 228 mm nederbörd, och den torraste är januari, med 46 mm nederbörd.